# Mitternachtsreiter

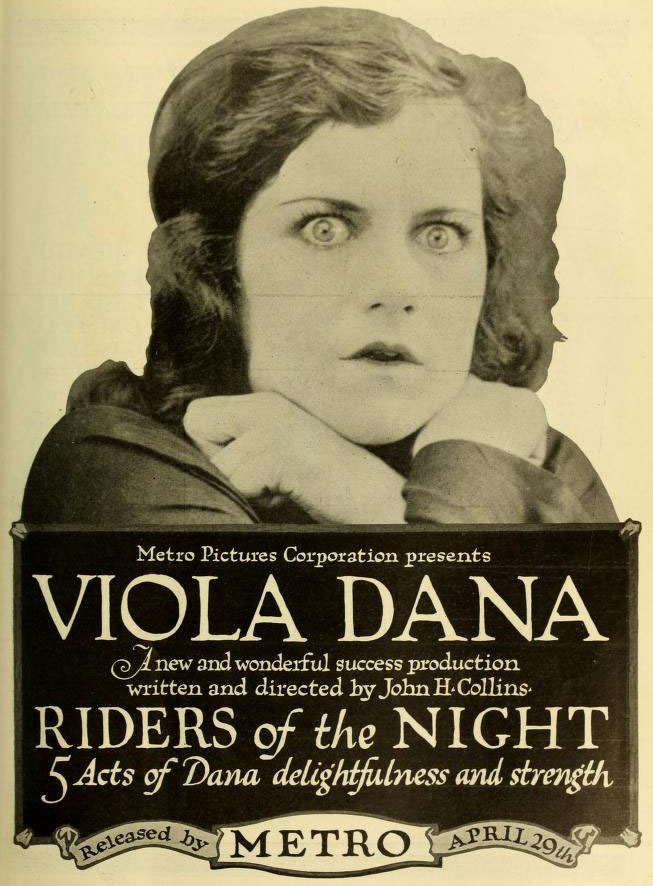
Mitternachtsreiter, Werbung für die englischsprachige Originalversion (1918)

Mitternachtsreiter (Originaltitel: Riders of the Night) ist ein US-amerikanisches Filmdrama aus dem Jahr 1918 von John H. Collins mit Viola Dana in der Hauptrolle. Der Film wurde von der Metro Pictures Corporation produziert.

## Handlung
In einer Berghütte in Kentucky lebt Sally Castleton mit ihrem herzlichen Großvater, jedoch auch mit einer gemeinen Tante. Sie ist in Milt Derr verliebt, dessen Cousin John die Bevölkerung mit der Erhebung von Wegezöllen gegen sich aufbringt. John will unbedingt Sally für sich einnehmen. 
Als Sally für ihren kranken Großvater einen Arzt holen will, wird sie, da sie den Wegezoll nicht entrichten kann, nicht durchgelassen. Der alte Mann stirbt, was die Leute dazu bringt, eine Vigilantentruppe zu bilden, die nachts die Wegezollstationen zerstört. Bei einer der Aktionen verliert Milt seinen Hut. Johns Handlanger Jed beschuldigt Milt des Überfalls. John droht, Milt für den Überfall verhaften zu lassen und erzwingt so Sallys Zustimmung zur Hochzeit. Milt hört von der Verlobung und eilt zu Sally, die ihm die Situation erklärt. Wütend sucht Milt seinen Cousin auf, findet ihn jedoch ermordet vor. Sally nimmt die Schuld auf sich, wird angeklagt und zum Tod durch Hängen verurteilt. Jed, der John aus Wut über ausgebliebene Lohnzahlungen getötet hat, wird von Milt gerade rechtzeitig zum Gefängnis gebracht, wo er ein Geständnis ablegt.

## Veröffentlichung
Die Premiere des Films fand am 29. April 1918 statt. Im Deutschen Reich kam er im August 1922 in die Kinos.